# Alaktaga długoucha
Alaktaga długoucha (Scarturus euphraticus) – gatunek ssaka z podrodziny alaktag (Allactaginae) w obrębie rodziny skoczkowatych (Dipodidae).

## Zasięg występowania
Alaktaga długoucha występuje w zachodnio-południowej Azji zamieszkując w zależności od podgatunku:
- S. euphraticus  euphraticus – południowo-wschodnia Turcja, Irak na wschód od Eufratu i południowo-zachodni Iran; prawdopodobnie występuje w Syrii na wschód od Eufratu, środkowym i południowym Iraku na zachód od Eufratu, Kuwejcie i północnej Arabii Saudyjskiej.
- S. euphraticus  caprimulga – Afganistan.

## Taksonomia
Gatunek po raz pierwszy naukowo opisał w 1881 roku brytyjski zoolog Oldfield Thomas nadając mu nazwę Scarturus euphraticus. Holotyp pochodził z Mezopotamii. 
Taksopn ten wcześniej zaliczany był do rodzaju Allactaga, a później Paralactaga, który okazał się młodszym synonimem Scarturus. Filogenetycznie S. euphraticus należy do podrodzaju Paralactaga, będący gatunkiem siostrzanym kladu S. williamsi + S. aulacotis. Forma kivanci jest genetycznie identyczna z podgatunkiem nominatywnym; kivanci został opisany na podstawie porównania okazów z południowej Turcji z S. aulacotis z Syrii, a nie z prawdziwym S. euphraticus. Autorzy Illustrated Checklist of the Mammals of the World rozpoznają dwa podgatunki.

### Etymologia
- Scarturus: gr. σκαρτης skartēs „skoczek”, od σκιρταω skirtaō „skakać”; ουρα oura „ogon”[9].
- euphraticus: Eufrat, zachodnia Azja[2].
- caprimulga: łac. capra „koza”, od caper, capri „kozioł”; mulgere „doić, wydoić”[10].

## Morfologia
Charakterystyczną cechą skoczkowatych są bardzo długie tylne kończyny i ogon. Ogon alaktagi długouchej ma około 181 mm, co stanowi około 60% długości jego ciała. Średnia długość całego ciała to 294,04 mm, zaś tułowia z głową 117,74 mm. Tylne łapy są również bardzo silnie rozbudowane – w badanej populacji miały średnio 56,1 mm długości. Futro A. euphratica ma na części grzbietowej kolor płowożółty, a na bokach przechodzący w biały przetkany czarnym włosem. Sierść części piersiowej i brzusznej jest biała.
|                         | średni wymiar | przedział  |
| ----------------------- | ------------- | ---------- |
| długość ciała           | 294,04 mm     | 260–320 mm |
| długość tułowia z głową | 117,74 mm     | 77–140 mm  |
| ogon                    | 181,41 mm     | 144–210 mm |
| kończyny tylne          | 56,10 mm      | 50–68 mm   |
| uszy                    | 35,43 mm      | 29–52 mm   |
| masa ciała              | 66,32 g       | 48–92 g    |
| maks. wymiar czaszki    |               | do 82 mm   |

## Ekologia
Alaktaga długoucha mieszka na stepach i półpustyniach. Nie jest spotykany w rejonach pustynnych o luźnym piasku. Jest gatunkiem wiodącym nocny tryb życia. Dnie spędza w podziemnych norach. Samice rodzą do 9 młodych. Okres rozrodu jest różny w poszczególnych regionach. W Turcji między marcem a lipcem, w Iraku zaś między lutym a majem.  

## Populacja
Liczebność A. euphratica nie jest znana. Populacje w Turcji, Libanie, Syrii, Jordanii, Arabii Saudyjskiej i Kuwejcie są raczej nieliczne i malejące. Brak badań na temat liczebności gatunku w Iraku. 